# 73. Tony-gála
A 73. Tony-gála a 2018/19-es szezon legjobb Broadway színházi alakításait értékelte. A díjátadót 2019. június 9-én tartották a New York-i Radio City Music Hallban, a műsorvezető James Corden volt. A ceremóniát a CBS televízióadó közvetítette élőben, valamint itt hozták nyilvánosságra 2019. április 30-án a jelölteket is.

## Győztesek és jelöltek
A nyertesek félkövérrel jelölve.
| Legjobb színdarab ‡ | Legjobb musical ‡ |
| --- | --- |
| - The Ferryman - Jez Butterworth - Choir Boy - Tarell Alvin McCraney - Gary: A Sequel to Titus Andronicus - Taylor Mac - Ink - James Graham - What the Constitution Means to Me - Heidi Schreck                                                                | - Hadestown - Ain’t Too Proud - Beetlejuice - The Prom - Aranyoskám |
| Legjobb színdarab újra a színpadon ‡ | Legjobb musical újra a színpadon ‡ |
| - A fiúk a csapatban - Édes fiaim - Kéretik elégetni - Kakukktojás - The Waverly Gallery | - Oklahoma! - Csókolj meg, Katám! |
| Legjobb férfi főszereplő színdarabban | Legjobb női főszereplő színdarabban |
| - Bryan Cranston – Hálózat (Howard Beale) - Paddy Considine – The Ferryman (Quinn Carney) - Jeff Daniels – Ne bántsátok a feketerigót! (Atticus Finch) - Adam Driver – Kéretik elégetni (Pale) - Jeremy Pope – Choir Boy (Pharus Jonathan Young)               | - Elaine May – The Waverly Gallery (Gladys Green) - Annette Bening – Édes fiaim (Kate Keller) - Laura Donnelly – The Ferryman (Caitlin Carney) - Janet McTeer – Bernhardt/Hamlet (Sarah Bernhardt) - Laurie Metcalf – Hillary and Clinton (Hillary) - Heidi Schreck – What the Constitution Means to Me (Heidi Schreck) |
| Legjobb férfi főszereplő musicalben | Legjobb női főszereplő musicalben |
| - Santino Fontana – Aranyoskám (Michael Dorsey / Dorothy Michaels) - Brooks Ashmanskas – The Prom as (Barry Glickman) - Derrick Baskin – Ain’t Too Proud (Otis Williams) - Alex Brightman – Beetlejuice (Betelgeuse) - Damon Daunno – Oklahoma! (Curly McLain) | - Stephanie J. Block – The Cher Show (Cher) - Caitlin Kinnunen – The Prom (Emma Nolan) - Beth Leavel – The Prom (Dee Dee Allen) - Eva Noblezada – Hadestown (Eurüdiké) - Kelli O'Hara – Csókolj meg, Katám! (Lilli Vanessi / Katharine)                                                                                 |
| Legjobb férfi mellékszereplő színdarabban | Legjobb női mellékszereplő színdarabban |
| - Bertie Carvel – Ink (Rupert Murdoch) - Robin de Jesús – A fiúk a csapatban (Emory) - Gideon Glick – Ne bántsátok a feketerigót (Dill Harris) - Brandon Uranowitz – Kéretik elégetni (Larry) - Benjamin Walker – Édes fiaim (Chris Keller)                    | - Celia Keenan-Bolger – Ne bántsátok a feketerigót! (Scout Finch) - Fionnula Flanagan – The Ferryman (Maggie Far Away) - Kristine Nielsen – Gary: A Sequel to Titus Andronicus (Janice) - Julie White – Gary: A Sequel to Titus Andronicus (Carol) - Ruth Wilson – Lear király (Cordelia / Fool)                        |
| Legjobb férfi mellékszereplő musicalben | Legjobb női mellékszereplő musicalben |
| - André De Shields – Hadestown (Hermész) - Andy Grotelueschen – Aranyoskám (Jeff Slater) - Patrick Page – Hadestown (Hádész) - Jeremy Pope – Ain’t Too Proud (Eddie Kendricks) - Ephraim Sykes – Ain’t Too Proud (David Ruffin)                                | - Ali Stroker – Oklahoma! (Ado Annie Carnes) - Lilli Cooper – Aranyoskám (Julie Nichols) - Amber Gray – Hadestown (Perszephoné) - Sarah Stiles – Aranyoskám (Sandy Lester) - Mary Testa – Oklahoma! (Eller) |
| Legjobb színdarabrendező | Legjobb musicalrendező |
| - Sam Mendes – The Ferryman - Rupert Goold – Ink - Bartlett Sher – Ne bántsátok a feketerigót! - Ivo van Hove – Hálózat - George C. Wolfe – Gary: A Sequel to Titus Andronicus                                                                                 | - Rachel Chavkin – Hadestown - Scott Ellis – Aranyoskám - Daniel Fish – Oklahoma! - Des McAnuff – Ain’t Too Proud - Casey Nicholaw – The Prom |
| Legjobb szövegkönyv musicalben | Legjobb eredeti zene |
| - Robert Horn – Aranyoskám - Dominique Morisseau – Ain’t Too Proud - Scott Brown, Anthony King – Beetlejuice - Anaïs Mitchell – Hadestown - Chad Beguelin, Bob Martin – The Prom                                                                               | - Anaïs Mitchell – Hadestown - Joe Iconis – Be More Chill - Eddie Perfect – Beetlejuice - Chad Beguelin, Matthew Sklar – The Prom - Adam Guettel – Ne bántsátok a feketerigót! - David Yazbek – Aranyoskám |
| Legjobb díszlettervezés színdarabban | Legjobb díszlettervezés musicalben |
| - Rob Howell – The Ferryman - Miriam Buether – Ne bántsátok a feketerigót! - Bunny Christie – Ink - Santo Loquasto – Gary: A Sequel to Titus Andronicus - Jan Versweyveld – Hálózat                                                                            | - Rachel Hauck – Hadestown - Robert Brill, Peter Nigrini – Ain’t Too Proud - Peter England – King Kong - Laura Jellinek – Oklahoma! - David Korins – Beetlejuice |
| Legjobb jelmeztervezés színdarabban | Legjobb jelmeztervezés musicalben |
| - Rob Howell – The Ferryman - Toni-Leslie James – Bernhardt/Hamlet - Clint Ramos – Kakukktojás - Ann Roth – Ne bántsátok a feketerigót! - Ann Roth – Gary: A Sequel to Titus Andronicus                                                                        | - Bob Mackie – The Cher Show - Michael Krass – Hadestown - William Ivey Long – Aranyoskám - William Ivey Long – Beetlejuice - Paul Tazewell – Ain’t Too Proud |
| Legjobb látványtervezés színdarabban | Legjobb látványtervezés musicalben |
| - Neil Austin – Ink - Jules Fisher, Peggy Eisenhauer – Gary: A Sequel to Titus Andronicus - Peter Mumford – The Ferryman - Jennifer Tipton – Ne bántsátok a feketerigót! - Jan Versweyveld, Tal Yarden – Hálózat                                               | - Bradley King – Hadestown - Kevin Adams – The Cher Show - Howell Binkley – Ain’t Too Proud - Peter Mumford – King Kong - Kenneth Posner, Peter Nigrini – Beetlejuice |
| Legjobb hangkeverés színdarabban | Legjobb hangkeverés musicalben |
| - Fitz Patton – Choir Boy - Adam Cork – Ink - Scott Lehrer – Ne bántsátok a feketerigót! - Nick Powell – The Ferryman - Eric Seichim – Hálózat | - Nevin Steinberg, Jessica Paz – Hadestown - Peter Hylenski – King Kong - Peter Hylenski – Beetlejuice - Steve Canyon Kennedy – Ain’t Too Proud - Drew Levy – Oklahoma! |
| Legjobb koreográfia | Legjobb zenekar |
| - Sergio Trujillo – Ain’t Too Proud - Camille A. Brown – Choir Boy - Warren Carlyle – Csókolj meg, Katám! - Denis Jones – Aranyoskám - David Neumann – Hadestown                                                                                               | - Michael Chorney, Todd Sickafoose – Hadestown - Simon Hale – Aranyoskám - Larry Hochman – Csókolj meg, Katám! - Daniel Kluger – Oklahoma! - Harold Wheeler – Ain’t Too Proud |

‡ A darabnak járó díjat annak producerei vették át.

### Különdíjak
- A legjobb körzeti színház: TheatreWorks Silicon Valley, Palo Alto, Kalifornia
- Színházi életműdíj: Rosemary Harris, Terrence McNally, Harold Wheeler
- Isabelle Stevenson-díj: Judith Light
- Tiszteletbeli Tony-díj kiválló színházi teljesítményért:  Broadway Inspirational Voices, Peter Entin, Joseph Blakely Forbes, FDNY Engine 54 (New York-i tűzoltóság)
- Tony-díj a színpadi oktatásban elért eredményekért: Madeleine Michel (Monticello High School, Charlottesville, Virginia
- Tony-különdíj: Marin Mazzie, Jason Michael Webb, Sonny Tilders

### Többszörös jelölések és elismerések
| Production                         | Nominations | Awards |
| ---------------------------------- | ----------- | ------ |
| Hadestown                          | 14          | 8      |
| Ain’t Too Proud                    | 12          | 1      |
| Aranyoskám                         | 11          | 2      |
| The Ferryman                       | 9           | 4      |
| Ne bántsátok a feketerigót!        | 9           | 1      |
| Oklahoma!                          | 8           | 2      |
| Beetlejuice                        | 8           | 0      |
| Gary: A Sequel to Titus Andronicus | 7           | 0      |
| The Prom                           | 7           | 0      |
| Ink                                | 6           | 2      |
| Hálózat                            | 5           | 1      |
| Choir Boy                          | 4           | 1      |
| Csókolj meg, Katám!                | 4           | 0      |
| The Cher Show                      | 3           | 2      |
| Édes fiaim                         | 3           | 0      |
| Kéretik elégetni                   | 3           | 0      |
| King Kong                          | 3           | 0      |
| A fiúk a csapatban                 | 2           | 1      |
| The Waverly Gallery                | 2           | 1      |
| Bernhardt/Hamlet                   | 2           | 0      |
| Kakukktojás                        | 2           | 0      |
| What the Constitution Means to Me  | 2           | 0      |
| Be More Chill                      | 1           | 0      |
| Hillary and Clinton                | 1           | 0      |
| Lear király                        | 1           | 0      |

## In Memoriam
A gála "in memoriam" szegmense az alábbi, 2018-ban/2019-ben elhunyt személyekről emlékezett meg:
- Marin Mazzie
- Carol Channing
- Alan Wasser
- Philip Bosco
- William Craver
- Merle Debuskey
- Georgia Engel
- Ralph Koltai
- Alvin Epstein
- Maria Irene Fornes
- Kaye Ballard
- Jerry Frankel
- William Goldman
- Barbara Harris
- Robert Kamlot
- Terry Allen Kramer
- Gary Beach
- Jo Sullivan Loesser
- Gillian Lynne
- Eric LaJuan Summers
- Galt MacDermot
- Joe Masteroff
- Vivian Matalon
- Harvey Sabinson
- Mark Medoff
- Shirley Prendergast
- Roger Hirson
- Carol Hall
- Donald Moffat
- Liliane Montevecchi
- Brian Murray
- Winston Ntshona
- Roger Robinson
- Ntozake Shange
- Carole Shelley
- Craig Zadan
- Glen Roven
- Charlotte Rae
- Albert Finney
- Neil Simon

## Műsorvezetők
A gálán az alábbi műsorvezetők működtek közre:
- Tina Fey
- Jake Gyllenhaal
- Samira Wiley
- Abigail Breslin
- Samuel L. Jackson
- LaTanya Richardson Jackson
- Jane Krakowski
- Darren Criss
- Sienna Miller
- Shirley Jones
- Aasif Mandvi
- Danai Gurira
- Christopher Jackson
- Catherine O’Hara
- Lucy Liu
- Laura Benanti
- Anthony Ramos
- Kristin Chenoweth
- Michael Shannon
- Marisa Tomei
- BeBe Winans
- Rachel Brosnahan
- Jesse Tyler Ferguson
- Billy Porter
- David Byrne
- Vanessa Carlton
- Kelli O'Hara
- Sutton Foster
- Andrew Rannells
- Karen Olivo
- Aaron Tveit
- Danny Burstein
- Regina King
- Laura Linney
- Judith Light
- Brian Stokes Mitchell
- Ben Platt
- Audra McDonald
- Sara Bareilles
- Josh Groban

## Fordítás
- Ez a szócikk részben vagy egészben  a(z)   73rd Tony Awards című angol Wikipédia-szócikk fordításán alapul.  Az eredeti cikk szerkesztőit annak laptörténete sorolja fel. Ez a jelzés csupán a megfogalmazás eredetét és a szerzői jogokat jelzi, nem szolgál a cikkben szereplő információk forrásmegjelöléseként.